# Marguerite Doannio
Yelli Marguerite Doannio née Sou est une journaliste, femme de culture et ancienne rédactrice en chef de la  Radiodiffusion-télévision du Burkina Faso. Elle a été la directrice générale de l'office nationale du tourisme Burkinabé (ONTB)  du 10 août 2022 au 21 février 2024. 

## Biographie

### Enfance et formation
Margueritte Doannio/Sou est née à Bobo-Dioulasso au Burkina Faso. Elle fait ses études secondaires au Collège Tounouma puis au lycée Ouezzin Coulibaly où elle décroche son baccalauréat série A4. Elle s'inscrit par la suite au département de philosophie de l'Université de Ouagadougou.

## Carrière journalistique

### Début et parcours dans la presse
Marguerite Doannio fait sa formation journalistique à Lille en France. En 2006, elle intègre la rédaction de la Télévision nationale du Burkina. Journaliste reporter, présentatrice télé, elle anime des émissions à succès comme Une école en or, Itinéraire et villégiature lancé en 2009 pour la promotion de la destination Burkina Faso. À travers cette émission, elle amène les téléspectateurs à visiter les coins et les recoins du Burkina Faso et booster le tourisme burkinabè.
En 2019, Marguerite Doannio est nommée rédactrice en chef adjointe de la télévision nationale du Burkina et en 2021, devient rédactrice en chef.

### Dan'fani fashion week
Passionnée de mode, elle est la promotrice de Danfani Fashion Week, un évènement destiné à la promotion du coton notamment le pagne tissé. Au menu de cet événement, il y a des formations, des expositions et des séances de partage d'expérience.

## Carrière ultérieure
Margueritte Doannio est nommé directrice générale de l'Office nationale du tourisme burkinabè le 10 août 2022. Elle quitte ce poste le 21 février 2024 puis est nommée chargée de mission au ministère chargé de la Communication et de la Culture. 